# 施俊文
施俊文（1925年—），字新茫，浙江省余杭县人，中华民国政治人物，学者，國立國父紀念館首任馆长。

## 生平
早年毕业于国立海疆学校教育系。历任中华民国国防部军闻社主任，台灣青年反共救國團总团秘书，行政院青年辅导委员会（今为教育部青年發展署）第四处处处长。曾任国父纪念馆管理处（今为國立國父紀念館）首任处长。
1972年9月5日，「國父紀念館管理處」成立，台北市政府任命施俊文擔任管理处主任。1978年10月5日，退休，回任台北市政府。 任上贡献良多，获得好评。
从事文化产业，曾任幼狮文化事业公司总经理。业余研究文史学术，曾兼任台湾海洋学院（今國立臺灣海洋大學），中国文化学院（今中國文化大學）等大學教授，教授企业管理、行政学等课程。

## 访谈
- 國家圖書館 臺灣記憶：施俊文访谈[永久]（1973年12月30日）

## 代表著作
代表著作有：
- 《西洋文化史大纲》
- 《青年活动及其发展趋势》
- 《管理學槪論: 現代管理之原則及其應用》
- 《中華偉人畫像》，1977年